# گانگنان، هبئی
گانگنان، هبئی (به لاتین: Gangnan) یک شهرک در جمهوری خلق چین است که در شهرستان پینگشان واقع شده‌است. گانگنان ۱۴۴ متر بالاتر از سطح دریا واقع شده‌است.